# Kinnah Phiri
Kinnah Phiri (Blantyre, 30 ottobre 1954) è un allenatore di calcio ed ex calciatore malawiano, di ruolo attaccante.

## Carriera

### Giocatore

#### Nazionale
Ha giocato nella nazionale malawiana.

### Allenatore
Dal 2004 al 2006 ha allenato i Big Bullets, una delle principali squadre del Malawi, con cui ha anche vinto due campionati nazionali. Successivamente dal 2009 al 2013 ha allenato la nazionale malawiana, disputando anche la Coppa d'Africa 2010. In seguito ha allenato il Free State Stars, squadra della massima serie del Sudafrica.

## Palmarès

### Allenatore

#### Competizioni nazionali
- Campionato del Malawi: 2

Big Bullets: 2004, 2005